# Vince DiCola
Vince DiCola, född 1957 i Lancaster, Pennsylvania, är en amerikansk kompositör.
DiCola komponerade musiken till bland annat Rocky IV, som blev hans genombrott, och The Transformers: The Movie (1986).